# Motu Patlu
Motu Patlu is een animatieserie uit India. Het wordt uitgezonden op Nickelodeon in India. De serie is gebaseerd de Motu patlu stripreeks die in het blad Lotpot verschenen. De eerste episode werd op 16 oktober in 2012 uitgezonden. Het is een van de meest bekeken kinderseries in India.
Motu Patlu gaat over Motu en Patlu, twee vrienden die in de fictieve plaats Furfuri Nagar wonen. In de serie komen ze in komische situaties terecht.